# Massaker von Chios
1821

Walachischer Aufstand – Kalamata – Navarino – Patras – Salona – Livadeia – Lalas – Samothraki – Monemvasia – Alamana – Valtetsi – Doliana – 1. Akropolis – Gravia – Drăgășani – Grana – Vasilika (Thessaloniki) – Sculeni – Vasilika (Fthiotida) – Tripoli
1822–1824

Akrokorinth – Chalandritsa – Chios – Naoussa – Chios – Peta – Kompoti – Dervenakia – Agionori – Nauplia – 1. Missolonghi – Karpenisi – 2. Missolonghi – Kasos – Psara – Samos – Gerontas
Griechische Bürgerkriege 1823–1825
Ägyptische Intervention

Kremmydi – Andros – Sphacteria – Maniaki – Myloi – Alexandria – Kakosalesi – Kleisova – 3. Missolonghi – Kastraki – Mani – Varnakova – 2. Akropolis – Arachova – Kamatero – Phaleron
Intervention der Großmächte

Volos – Itea – Mega Spilaio – Navarino – Morea-Expedition – Chios-Expedition – Mortino – Koronisia – Petra
Seeschlachten sind in kursiv

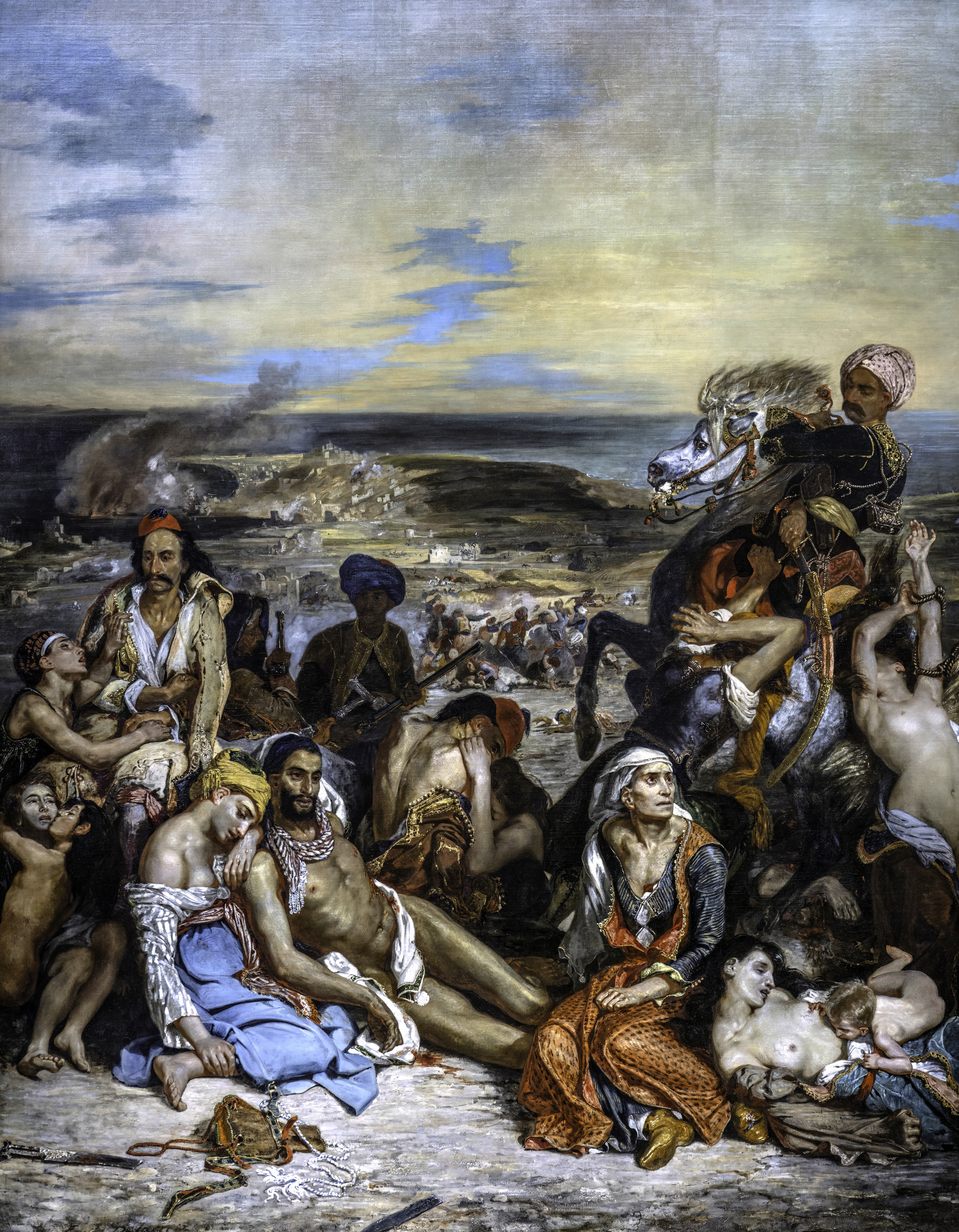
Eugène Delacroix, Das Massaker von Chios (1824), Louvre

Das Massaker von Chios wurde im April 1822 durch die Osmanen an der griechischen Bevölkerung der Insel Chios verübt, die vor der kleinasiatischen Westküste bei Smyrna (Izmir) liegt. Es war eine der bekanntesten Episoden des griechischen Unabhängigkeitskriegs.
Nach der Landung tausender griechischer Kämpfer schickte die Hohe Pforte etwa 45.000 Mann auf die Insel, um ihre Ordnung wiederherzustellen und alle Männer und Jungen, die älter als zwölf Jahre waren, alle Frauen über vierzig Jahren und alle Kinder unter zwei Jahren zu töten. Die anderen wurden versklavt. Insgesamt wurden etwa 25.000 Menschen getötet, etwa 45.000 wurden versklavt. 10.000 bis 15.000 Menschen konnten fliehen und Zuflucht auf anderen Inseln der Ägäis finden. Dieses Massaker an Zivilisten durch osmanische Truppen beeinflusste stark die internationale öffentliche Meinung und trug zur Entwicklung des Philhellenismus bei.

## Hintergrund

### Chios, eine wohlhabende Insel
Seit dem Mittelalter war Chios eine Handelsstadt, die insbesondere das Interesse der italienischen Kaufleute auf sich zog. Sie wurde ab 1272 von Venedig und ab 1346 von Genua regiert. 1566 kam sie unter die Herrschaft der Osmanen. Durch ihre Wirtschaftskraft, die insbesondere mit dem Anbau und Handel von Mastix zusammenhing, kam sie in den Genuss relativer Freiheit. Die osmanische Präsenz beschränkte sich auf einen Gouverneur oder mouteselim, einen Qādī und einige Soldaten in der ehemaligen genuesischen Festung in der Hauptstadt Chora. Die wirkliche Macht wurde von einem Rat griechischer Demogeronten (aus sechzehn Orthodoxen und zwei Katholiken) ausgeübt, die im Namen der Osmanen herrschten.
Wie im Rest Griechenlands wuchs nach dem Friedensvertrag von Kutchuk-Kaïnardji 1774 der Wohlstand auf Chios. Die Kaufleute der Insel verfügten über Handelsniederlassungen in allen wichtigen Häfen des Mittelmeers von Marseille bis Alexandria, aber auch in Odessa und Moskau. Mastix wurde in erster Linie im Süden der Insel produziert, in etwa zwanzig Dörfern (mastichochória, „Mastixdörfer“ genannt). Chios exportierte fünfzig Tonnen Mastix pro Jahr. Das Steuereinkommen auf dieses Produkt stand der Schwester des Sultans als Apanage zu. Chios produzierte außerdem Seide, Baumwolle und Zitrusfrüchte.
Die Steuern waren keineswegs drückend. Die Reicheren zahlten elf Piaster pro Jahr (nach Schätzungen waren zum Lebensunterhalt zwei Piaster pro Tag nötig). Die Insel verfügte über eine Schule und ein Krankenhaus, deren Dienste dank Spenden kostenlos waren. Ein griechisches Sprichwort besagte damals, dass man ebenso oft einen armen Chioten treffe wie ein grünes Pferd. Der Reichtum von Chios weckte allerdings auch Begehrlichkeiten.

### Der griechische Unabhängigkeitskrieg

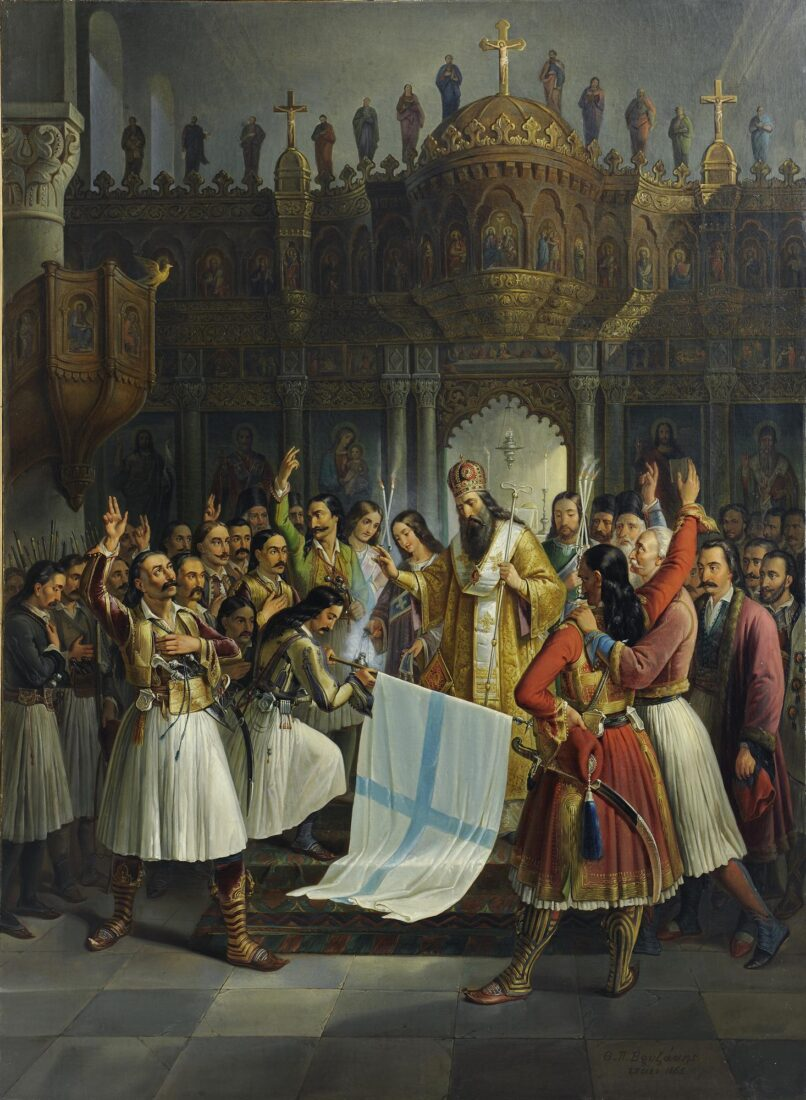
Theodoros Vryzakis, Germanos segnet die griechische Fahne (1865)

Der griechische Unabhängigkeitskrieg war ein Aufstand gegen die osmanische Herrschaft sowie gegen jene Griechen, die mit osmanischer Hilfe ihre Gemeinden dominierten. Auch wenn die größten Auseinandersetzungen auf dem Peloponnes und um Athen stattfanden, waren auch die anderen Regionen wie die Inseln der Ägäis betroffen.
Ali Pascha von Janina hatte versucht, die endgültige Unabhängigkeit seiner Besitzungen in Epirus zu erreichen, und sich im Jahr 1820 gegen Sultan Mahmud II. erhoben. Die Hohe Pforte zog daraufhin eine große Armee um Ioannina zusammen. Für die griechischen Patrioten, die sich seit Ende des 18. Jahrhunderts in der Filiki Eteria zusammengeschlossen und die nationale Erhebung vorbereitet hatten, bot dies eine günstige Gelegenheit, da weniger osmanische Soldaten für die Unterdrückung ihres Aufstands zur Verfügung standen. Der Aufstand begann auf der Peloponnes zwischen dem 15. und dem 20. März 1821, und am 25. März proklamierten Theodoros Kolokotronis, einer der Anführer des Aufstands, und der Erzbischof Germanos von Patras den nationalen Befreiungskrieg. Zur gleichen Zeit drang Alexander Ypsilantis an der Spitze einer in Russland gebildeten Truppe aus Mitgliedern der Filiki Eteria nach Moldawien und in die Walachei vor, den zweiten Herd des Aufstands. Das Osmanische Reich schlug die Revolte in den Donaufürstentümern innerhalb von neun Monaten nieder; in Griechenland selbst siegten die Aufständischen.

### Das Massaker von Tripoli
Im Oktober 1821 eroberten die griechischen Truppen unter Kolokotronis nach fünf Monaten Belagerung Tripoli, die Hauptstadt der osmanischen Peloponnes. Die auf der Halbinsel lebenden Türken und ihre Familien – geschätzt etwa 30.000 Menschen, Männer, Frauen und Kinder – hatten sich vor den ersten Schüssen des Aufstands dorthin geflüchtet. Im Oktober war die Bevölkerung infolge zahlreicher Todesfälle aufgrund von Kämpfen, Hunger oder Seuchen, aber auch durch Evakuierungen auf 15.000 gesunken. Eine Reihe von Vereinbarungen zwischen Belagerten und Belagerern hatten den albanischen Soldaten sowie Frauen und Kindern erlaubt, nach Hause zurückzukehren. Anfang Oktober, als die Stadt noch gehalten wurde, massakrierten die Griechen trotz der Vereinbarungen 2.000 Frauen und Kinder, die Tripoli verließen. Als die Zitadelle fiel, missachteten die Griechen die geltenden militärischen Konventionen, nach denen die Garnison entwaffnet und die Stadt geplündert werden konnte, die Zivilbevölkerung aber verschont werden sollte. Fast 8.000 Menschen wurden ermordet.
Anfang 1822 proklamierte die Nationalversammlung von Epidauros einseitig die Unabhängigkeit des Landes. Die Hohe Pforte wollte ein Exempel statuieren, um ihre Untertanen zu Gehorsam anzuhalten. Das Massaker von Chios stellte den Höhepunkt dieser Repression dar. Es geschah auch als Rache für das Massaker von Tripoli.

## Das Massaker von Chios

### Erste Probleme
Im Mai 1821 kam Admiral Iakovos Tombazis von Hydra mit einem Teil der Flotte der Aufständischen auf die Insel, um die Chioten für die Bewegung zu gewinnen. Die hatten allerdings erst einige Wochen zuvor eine Delegation nach Psara, einer benachbarten aufständischen Insel, geschickt mit der ausdrücklichen Bitte, nicht in den Aufstand verwickelt zu werden, da sie befürchteten, die in allen Häfen des Osmanischen Reiches verstreuten Chioten könnten Opfer von Repressalien seitens der osmanischen Herrscher werden. Die Männer von Tombazis bereisten die Insel, um die Dorfbewohner direkt anzusprechen, blieben aber erfolglos und zogen sich nach elf Tagen zurück.

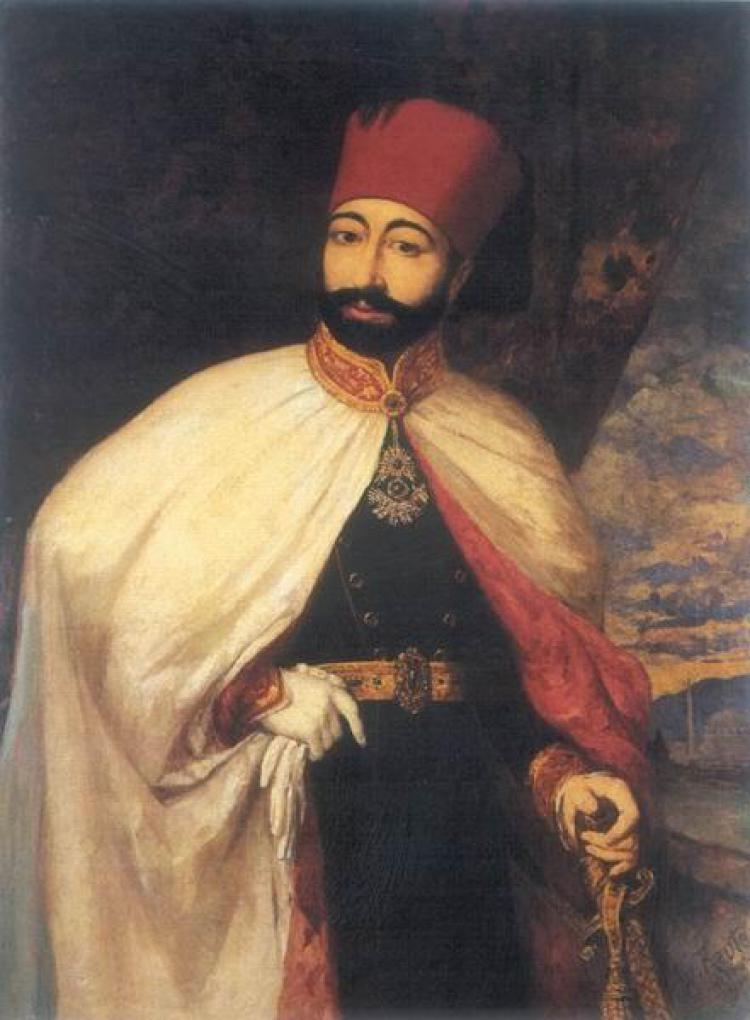
Der osmanische Sultan Mahmud II.

Die Reaktion der Osmanen ließ nicht auf sich warten. Der Dīwān entsandte den Gouverneur Vehid-Pacha. Er richtete sich in der Festung von Chora ein. Um sicherzustellen, dass die Chioten sich ruhig verhielten, forderte er 40 Geiseln, darunter den Erzbischof Platon Franghiadi, die Demogeronten und Mitglieder der wichtigsten Familien der Insel, der Argenti, Mavrokordatos und Rallis. Die Geiseln wurden in der Festung eingesperrt. Drei wurden – auf dem Landweg, da man die Schiffe aus Griechenland fürchtete – nach Konstantinopel geschickt. Die „mastichochória“ stellten zwölf Geiseln. Die Waffen der griechischen Bevölkerung wurden beschlagnahmt. Auf ein Hilfeersuchen des Gouverneurs schickte ihm die Hohe Pforte tausend Mann von dem auf dem Kontinent gegenüber gelegenen Çeşme. Es handelte sich um wenig disziplinierte Soldaten, die von der Plünderungsmöglichkeit angezogen wurden. Sie kontrollierten die ländlichen Gebiete der Insel und verbreiteten dort Schrecken. Es wird von Plünderungen, Übergriffen und Hinrichtungen berichtet. Der Handel nach Chios begann nachzulassen, und die Versorgung war kaum noch gesichert. Das in Zeiten des Wohlstands eingerichtete Versorgungssystem funktionierte aber noch und vermochte eine Hungersnot zu vermeiden. Neue, diszipliniertere Truppen kamen. Im Frühjahr 1822 bestand die Garnison auf der Burg aus 4.500 Männern. Ein neuer Gouverneur, Bachet-Pacha, erlegte den Chioten als außerordentliche Abgabe den Unterhalt seiner Männer auf. Die Kornkammern wurden ebenfalls geleert.

### Die „Befreiung“ der Insel durch die griechischen Aufständischen
Das Gerücht erreichte Chios, Samos stelle eine Truppe auf, um den Chioten zu Hilfe zu kommen. Die Demogeronten und der Erzbischof schickten Abgesandte auf die Insel, um den Bewohnern zu empfehlen, auf deren Landung nicht zu reagieren, um den Zorn der Osmanen nicht zu erregen.
Am 27. Februarjul. / 11. März 1822greg. kam Lykourgos Logothetis mit 2.500 Mann von Samos und traf auf Chios den Hauptmann Antonios Bournias, einen ehemaligen Offizier der französischen Armee während des Ägypten-Feldzugs, und dessen 150 Klephten. Sie zwangen die sechshundert Osmanen zum Rückzug in die Festung der Hauptstadt der Insel (Chora). Ein Artillerie-Duell zwischen der Zitadelle und Kanonen der Griechen an der Küste und in den Hügeln von Tourloti und Asomati begann. Die Stadt wurde eingenommen und geplündert. Die Klephten brannten die Zollgebäude nieder und ließen das Blei von den Dächern der beiden Moscheen schmelzen, um neue Munition daraus zu gießen. Die Häuser der Muslime wurden geplündert, auch die der reichen griechischen Kaufleute wurden nicht verschont. Die Beute wurde nach Samos geschickt.

Karte von Chios

Doch die aus Samos entsandten Kräfte waren weder ausreichend noch genügend gut bewaffnet, um die Zitadelle zu erstürmen. Die griechischen Kanonen verstummten aus Mangel an Geschossen. Logothetis erbat Unterstützung aus dem aufständischen Griechenland. Psara versprach 20 Pulverfässer und zwei Kanonen (aber keine Kugeln) sowie sechs Kriegsschiffe. Die gerade in Korinth eingerichtete Regierung versprach zwei Mörser, fünf Belagerungsbatterien und Philhellenen für deren Handhabung. Die Organisation und Beförderung der Hilfe dauerte indes lange und kam zu spät zur Abwehr des osmanischen Gegenangriffs.
Der Erzbischof wurde befreit und die Demogeronten im Namen der aufständischen griechischen Regierung von Dimitrios Ypsilanti abgesetzt und durch einen Revolutionsrat von sieben Ephoren ersetzt. Logothetis und Bournias wollten jedoch beide als „Retter von Chios“ proklamiert werden. Sie einigten sich schließlich, die Insel in zwei Bereiche aufzuteilen: in den Norden für Bournias und den Süden (mit Chora) für Logothetis. Militär und Verwaltung waren geteilt, wodurch die Möglichkeit einer konzertierten Aktion im Falle des Gegenangriffs der Osmanen vermindert wurde.
Die Bevölkerung der Insel verhielt sich nicht, wie ihre Notabeln (Kotzabasiden) es gefordert hatten. Bauern verschafften sich, durch einige Priester angestachelt, Waffen und Vermögen und marschierten von den Dörfern im Inneren der Insel zur Chora. Es gelang ihnen, einen Teil der armen Bevölkerung in der Hauptstadt auf ihre Seite zu bringen. Sie zogen mit Kreuzen und Ikonen durch die Straßen und sangen patriotische Lieder. Aber sobald die osmanischen Truppen einen Ausfall aus der Zitadelle unternahmen, zerstreuten sie sich. Bournias misstraute den reichen Familien der Insel, die er verdächtigte, fliehen zu wollen. Er setzte die Masse für deren Überwachung ein und ließ Hausdurchsuchungen vornehmen, um zu kontrollieren, ob sie noch auf der Insel waren.

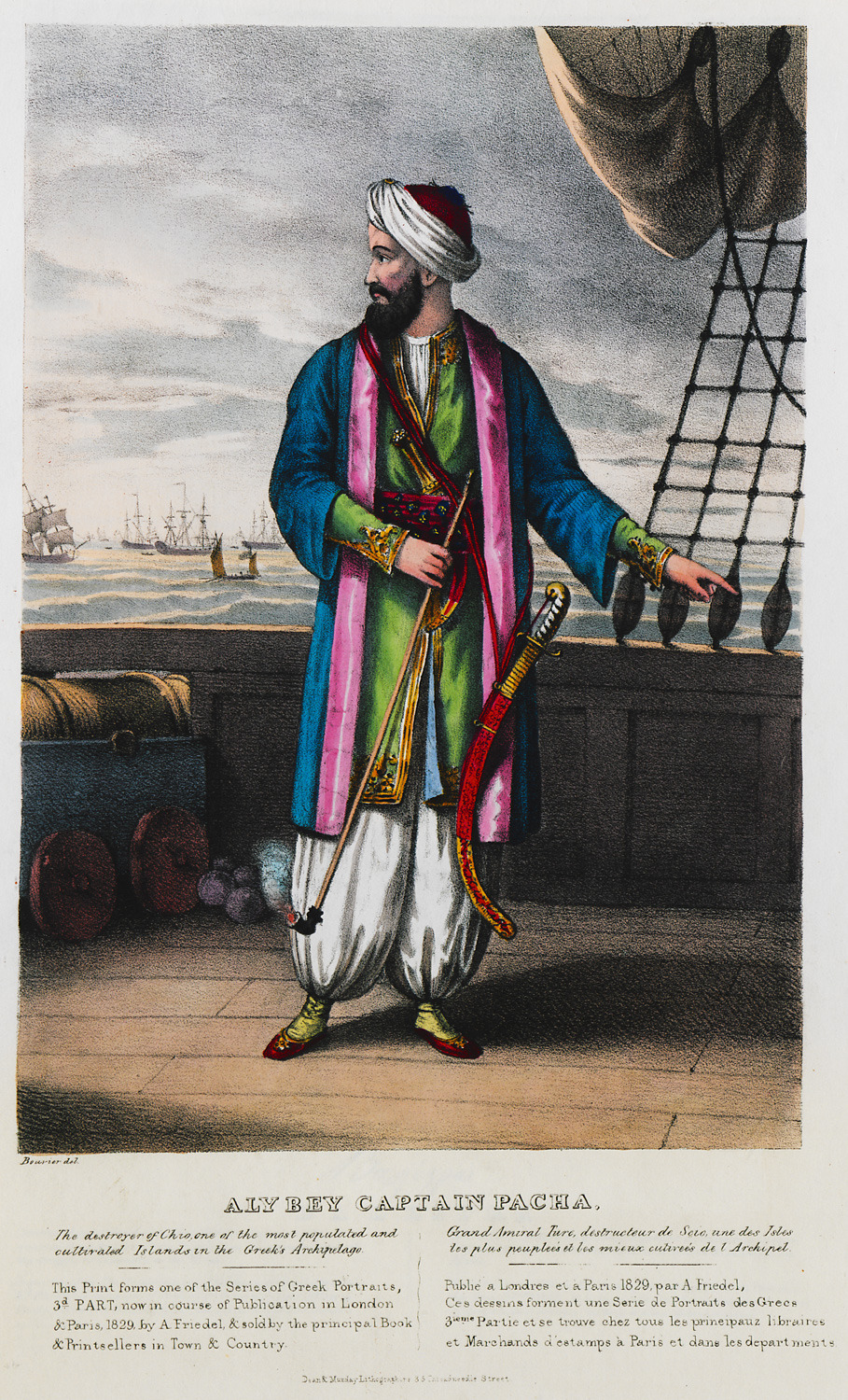
Großadmiral Nasuhzade Ali Pascha

### Die osmanische Rückeroberung und ihre Folgen
Die Hohe Pforte ließ – zusätzlich zu den bereits festgesetzten Geiseln – sieben in Konstantinopel wohnende reiche Chioten verhaften. Der Kapudan Pascha (der Befehlshaber der osmanischen Flotte) Nasuhzade Ali Pascha erhielt den Auftrag, 15.000 Männer nach Çeşme zu bringen, die sich den dort bereits versammelten 30.000 Mann anschließen mussten. Die meisten waren Freiwillige, die von der Erwartung auf Plünderung der Reichtümer von Chios angelockt wurden. Ein Regiment wurde ausschließlich aus Muslimen zusammengestellt. Diese Zusammensetzung der Truppen ließ westliche Diplomaten in Smyrna und Konstantinopel das Schlimmste befürchten.
Am Donnerstag, dem 30. Märzjul. / 11. April 1822greg., kurz vor Ostern, erschien die Flotte von Nasuhzade Ali Pascha, bestehend aus 46 Schiffen mit 7.000 Mann, vor Chios. Der griechische Widerstand war nur kurz: ein Schiff der Osmanen mit achtzig Menschen an Bord strandete. Die Passagiere, die nicht ertranken, wurden durch Schüsse der Griechen getötet. Die Landung der Osmanen konnte jedoch nicht verhindert werden. Sie wurde durch einen Ausfall der osmanischen Truppen aus der Zitadelle unterstützt. Logothetis und seine Samier zogen sich zurück. Sie fanden sich in Aghios Georgios, 9 km südwestlich von Chora, wieder zusammen und leisteten Widerstand bis zur Ankunft der Schiffe von Psara, die sie evakuierten. Die Chora wurde geplündert und ihre Bewohner getötet: Kopf und Ohren wurden an den Sultan geschickt, der sie vor dem Serail zur Schau stellen ließ.

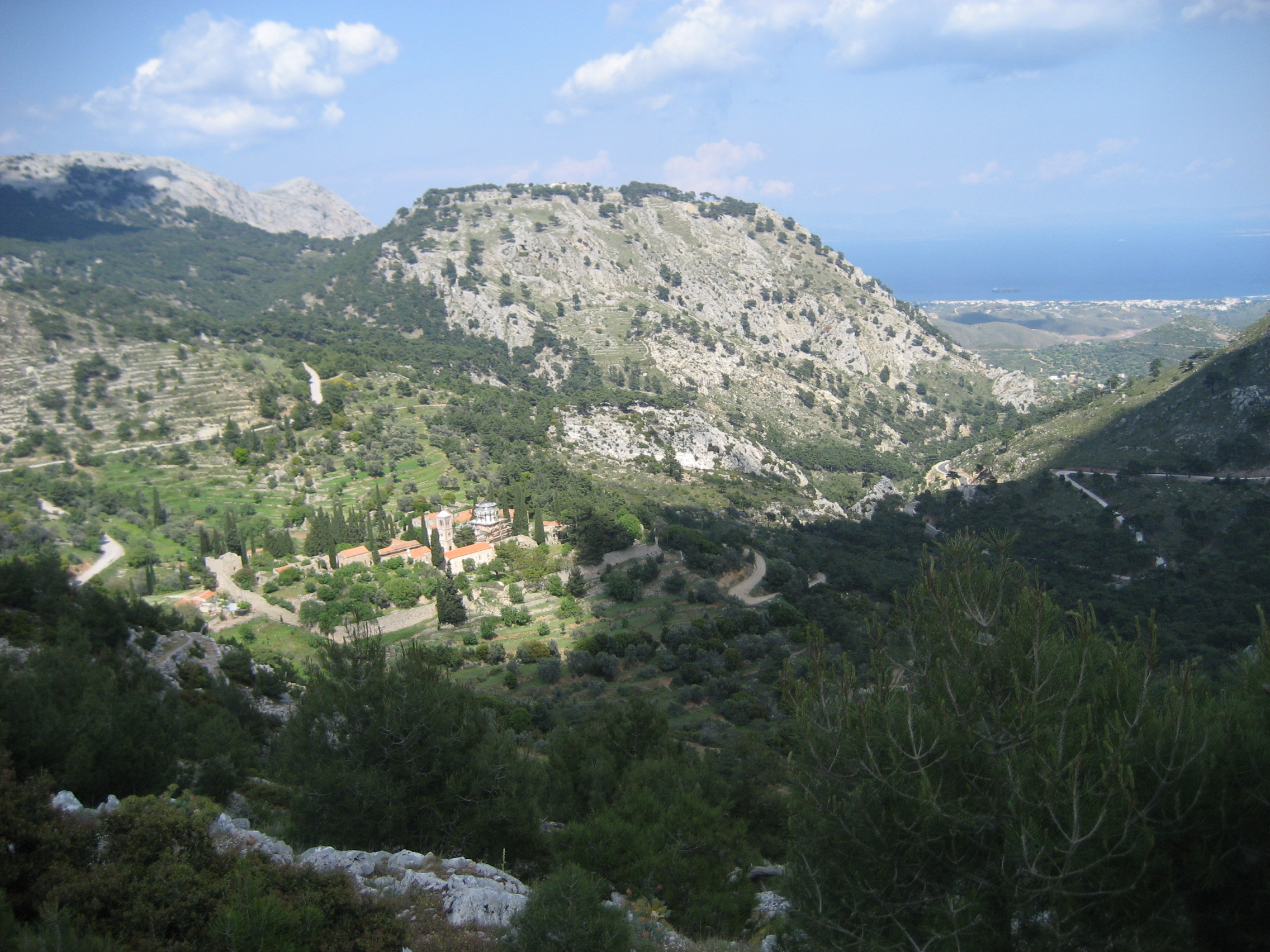
Kloster Nea Moni

Die Osmanen rückten weiter von Cesme auf dem Festland nach Chios vor. Sie begannen in die ländlichen Gebiete der Insel vorzudringen. Die Griechen suchten Zuflucht in den Klöstern der Insel, die meist über Mauern, Brunnen oder Zisternen und Nahrungsreserven verfügten. Sie hofften dort in Sicherheit abwarten zu können, bis sich der Sturm gelegt hatte. Im Kloster Nea Moni, einem Kloster aus dem 11. Jahrhundert in den Hügeln im Zentrum der Insel, wurden 2.000 Personen aufgenommen. Sie wurden getötet, als die Osmanen dorthin vordrangen.
Am Ostersonntag, den 2. Apriljul. / 14. April 1822greg., drang eine Streitmacht von 15.000 osmanischen Soldaten, nachdem sie die Festung von Chora gesichert hatten, zum Kloster Agios Minas südlich der Chora vor, in dem 3.000 Griechen Zuflucht gefunden hatten. Da die Belagerten sich nicht ergaben, wurde das Kloster niedergebrannt. Alle Flüchtlinge starben. Am nächsten Tag griffen die Osmanen das Dorf Agios Georgios an und massakrierten die 2.300 Samier und Chioten, die sich dorthin geflüchtet hatten. Für die anderen Bewohner der Insel wurde eine umfassende Amnestie angekündigt; als diese ihre Verstecke verließen, wurden sie jedoch ermordet.
Die als Geiseln ausgewählten Prominenten der Insel wurden am 5. Mai in der Chora hingerichtet. Nur das Leben der Katholiken konnte gerettet werden. Französische Diplomaten (der Konsul in Chios, der Vize-Konsul in Smyrna und der Botschafter in Konstantinopel) erreichten ihre Freilassung. Die 49 anderen wurden auf Anordnung des Sultans gehängt: acht an den Masten der Capudana (des Flaggschiffs des Kapudan Pascha), die anderen an den Bäumen entlang der Straße an der Stadtmauer im Westen der Festung. Die Geiseln in Konstantinopel wurden zwei Wochen später enthauptet. Die von der Insel stammenden Einwohner von Konstantinopel wurden ebenfalls hingerichtet.

### Die Sklaven
Die Chioten als Sklaven zu verkaufen, war rentabler, als sie zu töten. Nasuhzade Ali Pascha hatte dies zunächst verboten, aber er musste sich anders entscheiden, als er feststellte, dass seine Männer ihre Gefangenen hinrichteten. Die Versklavung erschien etwas „menschlicher“.
Ende Mai 1822, zwei Monate nach der Landung der Truppen, wurden fast 45.000 Männer, Frauen und Kinder, ohne Ansehen der Person zu den Sklavenmärkten von Smyrna, Konstantinopel, aber auch nach Ägypten und die „Barbarei“ (osmanisches Nordafrika) verbracht. Westliche Diplomaten wie der britische Botschafter Stangford protestierten vergeblich.
Einige der versklavten Griechen konnten zurückgekauft werden, vor allem von reichen chiotischen Kaufleuten aus Smyrna. Sie zahlten den „Kaufpreis“, der tatsächlich ein „Lösegeld“ war, und schickten ihr neu erworbenes „Eigentum“ vor allem nach Triest oder dem Rest von Westeuropa, wo sie wieder freikamen. Aber es war hauptsächlich wegen der Kosten nicht möglich, alle frei zu kaufen. Eine Frau der guten chiotischen Gesellschaft und ihre beiden Töchter wurden für 15.000 Piaster zurückgekauft. Der britische Vize-Konsul in Chios, Giudici, kaufte allein Hunderte von versklavten Personen und gab hierfür ein Vermögen aus. Die osmanischen Soldaten wandten sich an ihn, als es wegen der Vielzahl der Versklavten unmöglich wurde, sie zum Verkauf auf das Festland zu verbringen.
Ende Juni untersagte ein kaiserlicher Erlass den Verkauf von Chioten auf dem Sklavenmarkt von Konstantinopel. Die Schwester des Sultans wollte zuerst prüfen, ob nicht Menschen aus ihren Mastixdörfern dabei waren. Aber zu diesem Zeitpunkt waren bereits die meisten chiotischen Sklaven verkauft, und ihre „Einkommensquelle“ war versiegt.

### Die Überlebenden
Die Flucht von der Insel bot die beste Aussicht zu überleben. Die Bucht von Mesta im Westen bot praktisch die einzige Einschiffungsmöglichkeit, da sie weit entfernt von den Küsten der Türkei war. Das mittelalterliche Dorf Mesta, etwa drei Kilometer vom Meer gelegen, nahm rund 5.000 Flüchtlinge auf, die das Erscheinen befreundeter Segel auf dem Meer herbeisehnten. Schiffe von Psara, Samos, Hydra und Spetses brachten die Flüchtlinge schließlich in Sicherheit. Die Psarioten verlangten allerdings von den Flüchtlingen, die Überfahrt zu bezahlen. Psara war zwar die am nächsten gelegene Insel, sie stellte aber nur ein Etappenziel dar. Wegen ihrer geringen Größe konnte sie die Flüchtlinge nicht aufnehmen. Das Hauptziel für die Abwanderung war die Kykladeninsel Syros. Einige Überlebende verpflichteten sich auch im Unabhängigkeitskrieg auf dem Festland.
Die „mastichochória“ („Mastixdörfer“) wurden anfangs verschont. Nasuhzade Ali Pascha ließ ihnen, nachdem die letzten Samier die Insel – eine Woche nach der Landung – verlassen hatten, über drei westliche Konsularbedienstete ein Amnestieangebot und einen Brief der Geiseln überbringen, der sie aufforderte, das Angebot anzunehmen. Die Dörfer fügten sich, und Nasuhzade Ali Pascha sandte einen Leutnant zu ihrem Schutz.
Nasuhzade Ali Pascha respektierte auch die Konsulate der westlichen Mächte. So fanden 1.200 Griechen im französischen Konsulat und alle Katholiken im österreichischen Konsulat Zuflucht.

## Folgen

### Die griechische Antwort und ihre Folgen für Chios
Anfang Mai stach die griechische Flotte unter dem Kommando von Andreas Miaoulis mit 56 Kriegsschiffen und acht Brandern von Hydra, Spetses und Psara nach Chios in See. Sie konnte – wie so oft während des Unabhängigkeitskrieges – wegen Problemen der Führung, der Finanzierung und wegen Unstimmigkeiten in der Befehlskette nicht früher kommen. Einen Monat lang folgten viele Scharmützel, ohne dass eine Entscheidung herbeigeführt wurde.

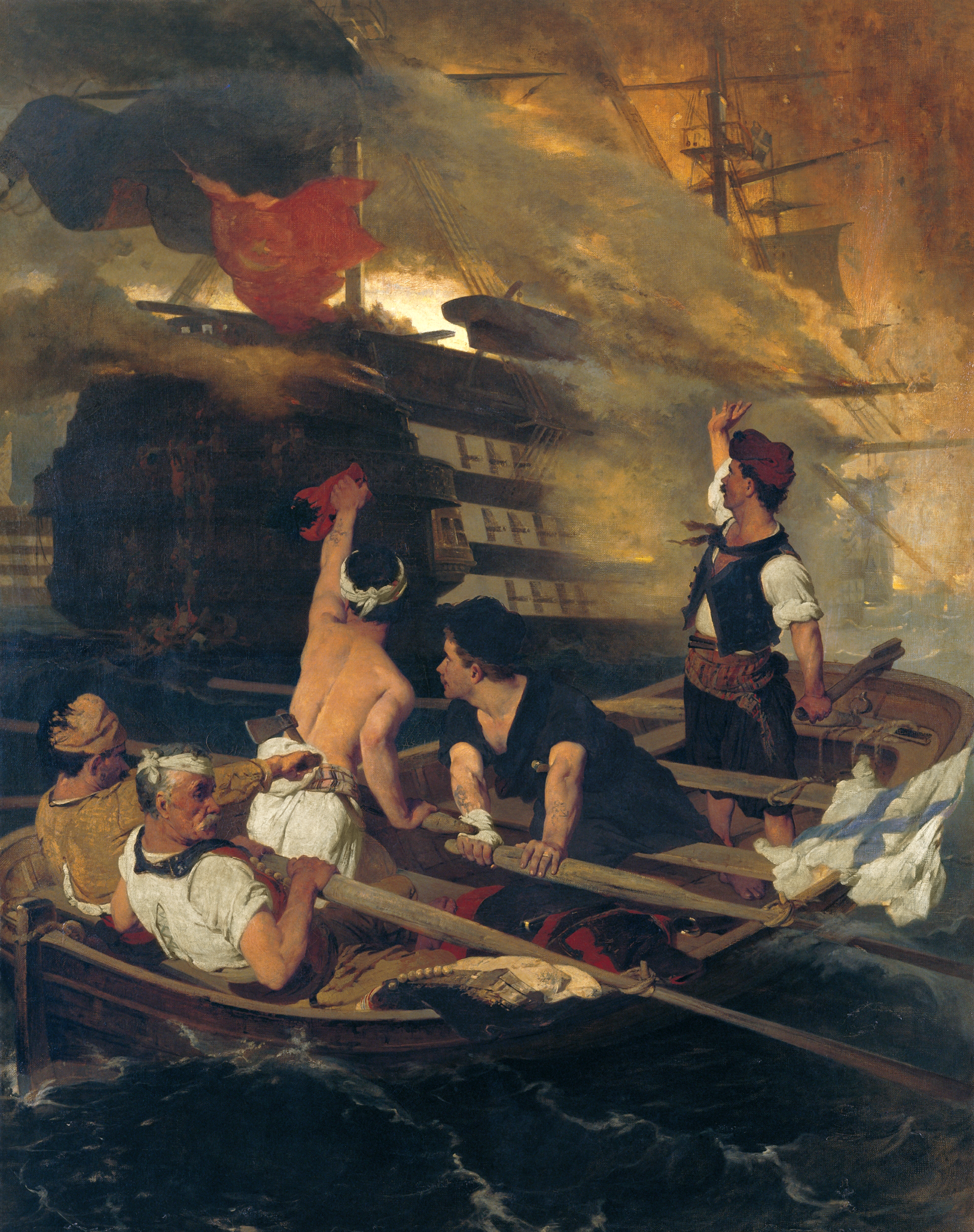
Nikiforos Lytras, Der Angriff auf das türkische Flaggschiff (1873)

Am 25. Maijul. / 6. Juni 1822greg. versenkte Konstantinos Kanaris das osmanische Flaggschiff mit einem Brander, wobei Admiral Nasuhzade Ali Pascha und 2.000 türkische Seeleute ums Leben kamen. Diese Aktion wird von der griechischen Geschichtsschreibung als Vergeltung für das Massaker von Chios angesehen. Die osmanische Flotte ankerte in der Bucht von Chora. Der Angriff ereignete sich am Abend, zum Zeitpunkt der Beendigung des Fastenmonats Ramadan. Den ganzen Tag hatten zwei griechische Schiffe – scheinbar fliehend – gegen starken Wind im Norden angekämpft, indem sie unter großen Schwierigkeiten gegen den Wind das Nordkap der Insel passierten. Tatsächlich handelte es sich um zwei Brander, die sich in Angriffsposition brachten. Seit den Seeschlachten im vorangegangenen Sommer und im Herbst waren die Brander weiterentwickelt worden. Sie waren mit Kupfer verstärkt worden, damit die Flammen sie nicht vollständig zerstören konnten, bevor sie ihre Aufgabe erfüllt hatten. Bei Sonnenuntergang änderten sie den Kurs und beschleunigten mit Rückenwind. Die osmanische Flotte war wegen der religiösen Feiern beleuchtet, am hellsten die Capudana und das Schiff des Vize-Admirals. Der Brander von Kanaris rammte das osmanische Flaggschiff gegen Mitternacht. Das Bugspriet verkeilte sich in der Ladepforte des Vorschiffs und setzte es in Brand. Kanaris und seine Männer verließen ihren Brander, während das Admiralsschiff in wenigen Minuten in Flammen aufging. Die türkischen Seeleute versuchten mit Rettungsbooten zu fliehen, von denen zwei wegen Überladung sanken. Die chiotischen Sklaven in den Laderäumen des aufgegebenen Schiffes wurden ihrem Schicksal überlassen. Als Nasuhzade Ali Pascha in ein Boot einstieg, wurde er von einem brennenden Rundholz am Kopf getroffen. Er wurde auf das Festland gebracht, wo er am nächsten Tag starb und in der Zitadelle von Chora bestattet wurde. Sein Schiff explodierte nach einer Dreiviertelstunde, als das Feuer das Pulvermagazin erreichte. Der andere Brander unter dem Kommando von Andreas Pipinos konnte das Schiff des Vize-Admirals in Brand setzen. Dieses konnte sich befreien und fuhr zur kleinasiatischen Küste, wo es die ganze Nacht brannte: Die Mannschaft hatte jedoch Zeit, es zu verlassen. Die Flammen waren bis zum etwa 75 km entfernten Smyrna zu sehen.
Der Tod des Kapudan Pascha und die Zerstörung der beiden größten Schiffe der osmanischen Flotte wurden schnell gerächt. In den seit April geschützten „mastichochória“, den letzten nicht unterdrückten Plätzen der Insel, hatten viele Chioten von der ganzen Insel Zuflucht gefunden. Eine Truppe von 20.000 türkischen Soldaten verwüstete nun die Region, die das gleiche Schicksal erlitt wie Chios zwei Monate früher: Verbrannte Dörfer und ermordete oder als Sklaven verkaufte Menschen.

### Bilanz und Quellenlage
Die Bevölkerung der Insel betrug Anfang 1822 zwischen 100.000 und 120.000 Menschen, davon 30.000 Einwohner in Chora. Es lebten etwa 2.000 Muslime auf der Insel. Für die Zeit nach den Massakern wird meist die Einwohnerzahl von 20.000 genannt. Der schottische Historiker und Philhellene Thomas Gordon gibt nur 1.800 Überlebende an, das vormals bevölkerungsreichste Dorf habe nur noch 12 Personen beherbergt. Die häufigsten Schätzungen nennen 25.000 Tote und 45.000 versklavte Menschen. 10.000 bis 20.000 sei die Flucht gelungen. Die Insel verfügte außerdem über eine der größten Bibliotheken der Ägäis (70.000 Bände), die vollständig zerstört wurde.
Am Anfang des 20. Jahrhunderts, als die Insel wieder griechisch geworden war, sammelte ein Lehrer von Chios Zeugenaussagen der Überlebenden und der in andere Teile Griechenlands Geflüchteten oder ihrer Nachkommen. Die so entstandene Sammlung von Geschichten ist uneinheitlich. Es gibt Legenden, die von den Erzählern als wahr dargestellt wurden, wie die, dass Türken beim Töten eines Priesters erblindet seien. Sie enthält auch Schilderungen von Grausamkeiten oder von Großzügigkeit der Osmanen, was zeigt, dass nicht alle Türken blutrünstige Monster waren. Vor allem die Überlebensbedingungen auf dem Land, im Gebirge oder in Höhlen werden angesprochen: Das Problem von Hunger, Durst oder weinenden Babys, die den die Insel durchsuchenden Soldaten die Verstecke zu verraten drohten.
Das Massaker an nahezu der gesamten Bevölkerung von Chios wirft eine Reihe von Fragen und Problemen historiographischer Art auf. Die osmanische Reaktion scheint unverhältnismäßig. Logothetis und seine Männer stellten tatsächlich keine Gefahr für die Garnison von Chora dar, die mindestens doppelt so zahlreich bemannt war. Die lokalen osmanischen Behörden wussten auch, dass die Samier von der Inselbevölkerung nicht wirklich unterstützt wurden. Die Tausende von Männern, die die Hohe Pforte nach Chios schickte, wären nicht erforderlich gewesen, um die Samier von Chios zu verjagen. Ihre Undiszipliniertheit konnte nur zur Katastrophe führen, während eine einfache „Aufrechterhaltung der öffentlichen Ordnung“ erlaubt hätte, sich die Loyalität und die Einkünfte aus Chios zu erhalten. Eine Erklärung könnte sich teilweise aus den politischen Problemen in der osmanischen Regierung ergeben. Der wichtigste Befürworter der Hinrichtung der Geiseln in Konstantinopel war der Minister Helez Effendi, der einige seiner politischen Fehler vergessen machen wollte, die ihn unbeliebt gemacht hatten. Das Massaker von Chios könnte auch dazu gedient haben, die Aufmerksamkeit des Reichs abzulenken. Wahrscheinlich wollte die Hohe Pforte ein Exempel für ihre Untertanen statuieren, die versucht waren, sich dem griechischen Aufstand anzuschließen oder aus den Schwierigkeiten, die er schuf, Vorteile zu ziehen.

### Reaktionen westlicher Länder
Chios war eine Handelsstadt, in den Handel in ganz Europa eingebunden. Das Massaker und die Plünderungen ruinierten nicht nur chiotische Handelshäuser, sondern zogen auch deren Geschäftspartner in Mitleidenschaft, die keine Zahlungen mehr von ihnen erhielten. Am 17. Juni 1822 bewertete der britische Konsul in Smyrna den Verlust für Unternehmen im Vereinigten Königreich durch nicht bezahlte Wechsel auf 195 Millionen Piaster.
Der britische Außenminister Castlereagh drohte dem Osmanischen Reich mit dem Abbruch der diplomatischen Beziehungen. Die britische Regierung (von 1812 bis 1827 war Robert Jenkinson Premierminister) gestand den griechischen Aufständischen den Status von Kombattanten zu; die für eine Nation im Krieg geltenden Regeln konnten daher auf Griechenland angewendet werden. So wurde etwa die Blockade durch die griechische Flotte entlang der türkischen Küste als legale Kriegshandlung angesehen.

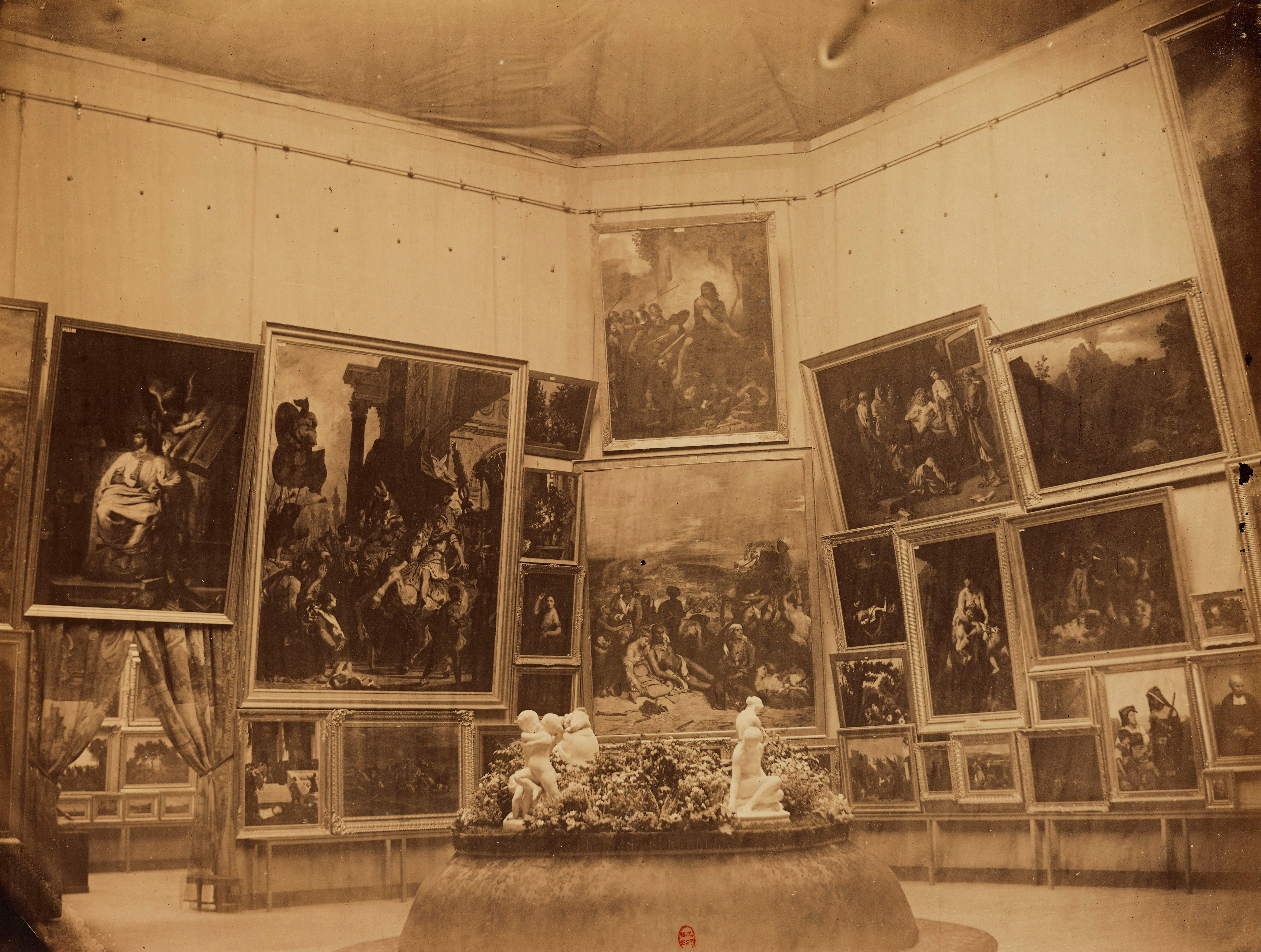
Ausstellung des Bildes von Delacroix neben anderen Werken auf der Pariser Weltausstellung 1855

Eugène Delacroix stellte das Gemälde „Massaker von Chios“ (s. o.) im Salon de Paris 1824 aus. Der französische König Karl X. kaufte es für die Sammlungen des Louvre. Auf „Ausstellungen zu Gunsten der Griechen“ im Sommer 1827 in der Galerie Lebrun stellte ein Schüler von David, Henri Decaisne, das Gemälde „Griechische Wache findet am Ufer die Leiche eines jungen Mädchens von Chios“ aus. In Russland organisierte Prinz Dmitri Wladimirowitsch Golitzyn eine Spendenaktion für die Opfer der Massaker. In Berlin wurde für Pfingsten 1825 ein Feuerwerk im Tiergarten angekündigt, „bei dem ein türkisches Kriegsschiff von einem griechischen Brander in die Luft gesprengt“ wird.
Auch zahlreiche Literaten verarbeiteten das Massaker von Chios in ihren Werken. Der Gedichtband „Die Orientalen“ von Victor Hugo enthält ein dem Massaker von Chios gewidmetes Gedicht „Das griechische Kind“ sowie ein Kanaris gewidmetes Gedicht. Adelbert von Chamisso schrieb 1829 einen Gedichtzyklus „Chios“ Pierre-Jean de Béranger schrieb in einem seiner Lieder, das dem Massaker von Psara (20. und 21. Juni 1824) gewidmet war: „Hast du nicht, Chios, ein einziges Lebewesen retten können, damit es hierherkommt, alle deine Leiden zu erzählen?“

## Die Unabhängigkeit der Insel
Als nach der Unterzeichnung des Vertrags von London am 6. Juni 1827 klar wurde, dass Chios nicht zum Gebiet des unabhängigen Griechenlands gehören sollte, wurde versucht, das Wohlwollen der europäischen Mächte auszunutzen und sie vor vollendete Tatsachen zu stellen. Chiotische Flüchtlinge beschlossen, eine Expedition zu finanzieren, um die Insel „wieder“ zu gewinnen. Das Kommando wurde Oberst Charles Nicolas Fabvier anvertraut. Ein aus Chioten bestehender Ausschuss wurde auf Syros gebildet, um die Gelder zu verwalten sowie das Unternehmen mit den neuen Demogeronten, die die Insel regierten, abzustimmen. Ob die damalige griechische Regierung das Vorhaben unterstützte, ist unklar. Tatsache ist, dass die nachfolgende Regierung von Ioannis Kapodistrias das Unternehmen missbilligte. Der Versuch schlug fehl. Das Expeditionskorps bestand aus Pallikaren, irregulären Soldaten, denen Fabvier misstraute. Er konnte sie nicht an Plünderungen der westlichen Gesandtschaften oder Häuser der Griechen hindern. Die Auszahlung des Solds erfolgte oft verspätet. Die griechischen Schiffe waren nicht in der Lage, eine Landung osmanischer Truppen aus Cesme zu verhindern. Allerdings konnten die Flotten der westlichen Mächte durch ihre bloße Anwesenheit verhindern, dass ein neues Massaker der Größenordnung von 1822 stattfand. Ende November 1827, nach der Schlacht von Navarino, belagerte und bombardierte das Expeditionskorps die Burg von Chora.
Griechenland wurde im Jahr 1830 unabhängig, Chios aber wurde erst 1912 mit dem Mutterland vereinigt.